# Cleptometopus sericeus
Cleptometopus sericeus es una especie de escarabajo del género Cleptometopus, familia Cerambycidae.

## Historia
Fue descrita científicamente por primera vez en el año 1895 por Gahan.